# Petre Munteanu
Petre Munteanu (Câmpina, 26 novembre 1916 – Milano, 18 luglio 1988) è stato un tenore rumeno.

## Biografia
Compiuti gli studi di canto e violino a Bucarest e poi a Berlino con il maestro Hermann Weißenborn, dopo la seconda guerra mondiale si trasferì a Milano, dove debuttò nel 1947, nell'opera Così fan tutte di Wolfgang Amadeus Mozart, al Teatro alla Scala, tornandovi saltuariamente fino al 1954 (Arlecchino oder die Fenster di Ferruccio Busoni). Dal 1955 al 1961 cantò al Teatro San Carlo di Napoli e in numerosi altri teatri italiani e stranieri con un repertorio di tipo lirico-leggero, che lo vide impegnato soprattutto in opere mozartiane. Intensa fu l'attività concertistica, cameristica e in particolare liederistica. Nel 1964 all'Università Bocconi di Milano si laureò in Lingue e Letterature Straniere. Concluse la carriera artistica come insegnante al Conservatorio Giuseppe Verdi di Milano.

## Repertorio
- Wolfgang Amadeus Mozart
  - Don Giovanni
  - Il ratto dal serraglio
  - Il flauto magico
  - Ascanio in Alba
  - Così fan tutte
- Gioachino Rossini
  - Il barbiere di Siviglia
  - L'italiana in Algeri
  - La cambiale di matrimonio
- Domenico Cimarosa
  - Il credulo
- Gaetano Donizetti
  - Don Pasquale
  - L'elisir d'amore
- Giuseppe Verdi
  - Otello
  - Falstaff
  - Messa di requiem
- Carl Maria von Weber
  - Oberon
- Christoph Willibald Gluck
  - Iphigénie en Tauride
  - Orfeo ed Euridice
- Alban Berg
  - Wozzeck
- Hans Werner Henze
  - Boulevard Solitude
- Luigi Nono
  - Intolleranza 1960

## Discografia
- Bach: Saint Matthew Passion [1950] - Wiener Akademie Kammerchor/Vienna State Opera Orchestra/Hermann Scherchen/Hugues Cuenod/Heinz Rehfuss/Magda László/Hilde Rossel-Majdan/Petre Munteanu/Richard Standen/Eberhard Waechter/Peter Lagger/Elfriede Hofstätter/Kurt Equiluz/Leo Heppe, Classical Moments
- Mozart: Requiem - Hermann Scherchen/Magda László/Hilde Rossl-Majdan/Petre Munteanu/Richard Standen/Vienna Academy Chamber Choir/Vienna State Opera Orchestra, Archipel - Walhall
- Schubert: Schwanengesang - Petre Munteanu/Franz Holetschek, Global Village
- Verdi: Requiem - Gre Brouwenstijn/Maria von Olosvay/Petre Munteanu/Choir and Orchestra of the Accademia Nazionale di Santa Cecilia/Paul van Kempen, Discover
- Munteanu - Studio Orchestra/Petre Munteanu/Georgio Favaretto/Otto Dobrindt/Michael Raucheisen, Symposium